# Manasa
Manasa  je hindujski izraz, ki pomeni boginja kač in plodnosti ter zaščitnica pred kačjimi ugrizi. Njena simbolna jezdna žival je kača. Podobna pa je budistični Džanguli.